# Flusso monetario scontato
Il flusso monetario scontato o flusso di cassa attualizzato (in lingua inglese: discounted cash flow, abbreviato DCF) è un metodo di valutazione di un investimento, basato sull'attualizzazione, secondo un tasso corretto per il rischio, dei flussi futuri attesi dall'attività in questione.

## Definizione matematica
Sia CF0 l'uscita al tempo 0 per effettuare l'investimento
Sia CFi il generico flusso di denaro atteso relativo al periodo i e sia r il tasso corretto per il rischio relativo all'attività da valutare. Sia n il numero di periodi in cui tale attività fornisce dei flussi monetari (in uscita o in entrata). Il valore di tale attività che chiameremo A è dato secondo il discounted cash flow dalla formula
Ossia il valore attuale di tutti i flussi di cassa futuri.

### Flussi di cassa continui
Per quanto riguarda flussi di cassa continui, si utilizza l'integrazione:
{\displaystyle DPV=\int _{0}^{T}f(t)\,e^{-\lambda t}dt=\int _{0}^{T}{\frac {f(t)}{(1+r)^{t}}}\,dt\,,}
dove {\displaystyle f(t)} rappresenta il tasso di flusso di cassa, e {\displaystyle \lambda =\ln(1+r)}.

## Semplificazione
Se n tende ad infinito, e sia CF che r sono costanti, la serie può essere sviluppata come serie geometrica che parte da esponente pari a 1, e si avrà il valore:
{\displaystyle V_{A}={\frac {CF}{r}}}
Se invece CF aumenta ad un tasso g ad ogni anno ossia
{\displaystyle CF_{1}=CF;CF_{2}=CF(1+g);CF_{3}=CF*(1+g)^{2}...}
Lo sviluppo della serie geometrica offre come risultato:
{\displaystyle V_{A}={\frac {CF_{1}}{r-g}}}

## Dimostrazione sviluppo calcolo semplificata
La serie geometrica risulta così composta: {\displaystyle \sum _{i=0}^{n}{\frac {CF_{i}*(1+g)^{i}}{(1+r_{i})^{i}}}}
Considerato che la soluzione di una serie geometrica semplice tipo {\displaystyle \sum _{i=0}^{n}{x^{i}}}
equivale a {\displaystyle {\frac {1}{1-x}}} abbiamo che lo sviluppo diventa {\displaystyle {\frac {(1+r)}{(1+r)-(1+g)}}}
a cui bisogna togliere una unità perché il valore della serie non parte da zero.
Il tutto semplificato porta alla soluzione {\displaystyle {\frac {(1+g)}{(r-g)}}}
A questo punto considerato che {\displaystyle CF_{1}=CF_{0}(1+g)} il risultato finale sarà appunto {\displaystyle V_{A}={\frac {CF_{1}}{r-g}}}

## DCF per le azioni
Il DCF può essere un modo, sia pure molto astratto, per valutare il prezzo delle azioni di un'azienda. In questo caso il CF è il dividendo offerto dall'azienda, g è il tasso atteso di crescita dei dividendi e r è il tasso di rendimento per aziende con rischio paragonabile. Si ha quindi:
{\displaystyle P_{0}={\frac {DIV}{r-g}}}
Il metodo di valutazione in questo caso prende il nome di DDM (Dividend Discount Model).
Esiste anche un altro modo di calcolare il valore presente delle azioni, sempre astraendolo da un valore futuro, ma valore futuro dei flussi di cassa (cash flow) non dei dividendi.